# Estrella (Renfe)
Estrella era la marca comercial que recibía un servicio ferroviario nocturno de largo recorrido prestado por Renfe en España desde 1985 hasta 2015. Son los sustitutos de los antiguos servicios Expresos. Estos trenes nocturnos se convirtieron en una las principales bazas comerciales de la compañía, especialmente durante la década de los 90 aunque fueron perdiendo protagonismo en favor de los más modernos Trenhotel y de los trenes de alta velocidad. El 6 de abril de 2015 desapareció el último Estrella que quedaba circulando por la red: el Estrella Costa Brava, entre Barcelona y Madrid.

## Historia
A principios de los años 80, RENFE decidió modernizar sus coches de viajeros con dos objetivos: hacerlos más cómodos y tener material que pudiera circular a velocidades cercanas a 160 km/h. Para ello alcanzó un acuerdo con la SNCF y le alquiló una remesa de coches Corail, que una vez probados en la red española dieron el resultado esperado. Obtenida la licencia del constructor francés, la compañía española encargó la construcción de las primeras unidades de la Serie 10000 a CAF, MACOSA y Babcock&Wilcox, que entregaron las primeras coches en 1984. Con este nuevo material equipado con aire acondicionado y bogie Gran Confort, la operadora dotó al expreso Pablo Picasso que unía Málaga con Bilbao ese mismo año para extender, poco después, su uso al resto de trenes nocturnos de la compañía dando lugar a los trenes Estrella.   
Dado su carácter de tren convencional, formado por una locomotora que arrastra varios coches, los trenes Estrella han sido traccionados por diferente material ferroviario a lo largo de su vida útil como la Serie 250, la Serie 251, la Serie 252, la Serie 269, la Serie 319, Serie 333 y la Serie 334. Además, junto a la Serie 10000, Renfe ha usado series de otros coches como la 9000 o la 8000, oportunamente modificadas.
En su máximo apogeo, el servicio llegó a tener más de una veintena de trenes Estrella circulando.
Hasta el año 2012 había otra relación para las temporadas de verano, Navidad y Semana Santa entre Bilbao y Málaga. Desde comienzo del 2013 no circula y ha sido sustituido por un Alvia del 12 de julio al 8 de septiembre del mismo año, circulando tres veces a la semana por la alta velocidad vía Logroño entre semana como una relación diurna y por Valladolid los fines de semana como relación nocturna.
El 6 de abril de 2015, Renfe decidió eliminar definitivamente el servicio Estrella Costa Brava entre Barcelona y Madrid, tras más de 30 años de servicio. Con esta supresión se cierra una etapa en unos servicios nocturnos de larga distancia que modernizaron el ferrocarril español.

## Distribución de clases y servicios

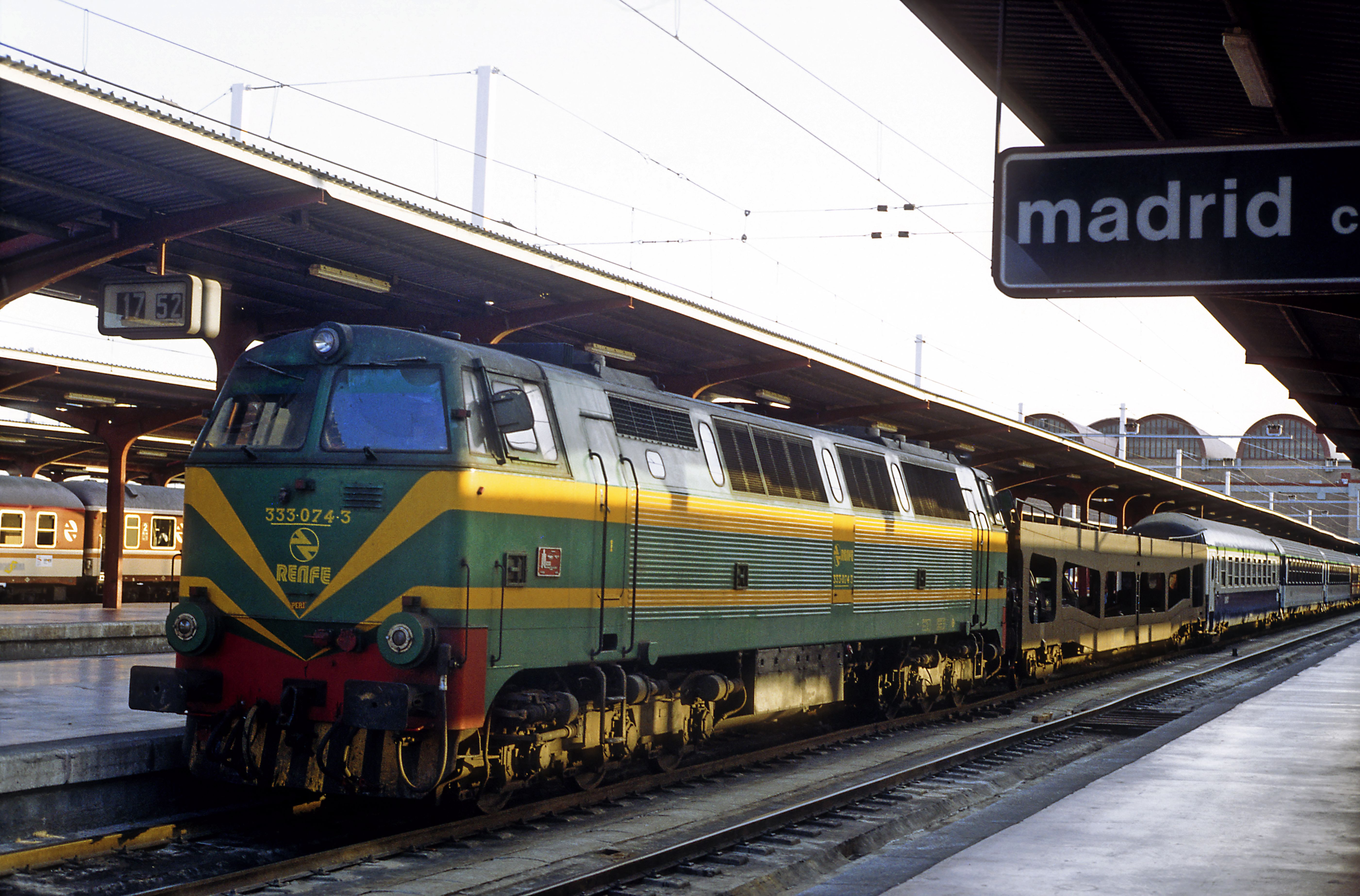
El Estrella Puerta del Sol Madrid-París, encabezado por una locomotora de la serie 333 en la estación de Madrid-Chamartín en 1992.

Los Estrella admiten un gran variedad de composiciones al poder engancharse y desengancharse diferentes coches, de diferentes clases y funcionalidad. Junto a los habituales coches de cafetería-restaurante durante muchos años fue habitual ver furgones de correos, o plataformas portaautomóviles.  
En la actualidad disponen de camas Gran Clase y literas, y de asientos reclinables preferente y turista, aunque no todas las clases están disponibles en todos los trenes. Los departamentos Gran Clase son simples o dobles e incluyen ducha y lavabo. Los departamentos de literas se reparten en bloques de seis literas y pueden ser mixtos o en modalidad señora o caballero. 

## Recorridos
Todos los Estrella fueron suprimidos o sustituidos por otros servicios (la mayoría de ellos, únicamente diurnos) a lo largo de los años. 
| Nombre                               | Origen         | Destino                 | Servicio de sustitución | Observaciones |
| ------------------------------------ | -------------- | ----------------------- | --- | --- |
| Estrella Picasso                     | Málaga/Sevilla | Bilbao                  | - | Desde 1984. Circuló vía Aranda de Duero hasta 1992. Contaba con la rama de Sevilla entre 1992 y 1995. Suprimido en 2012 como Estrella y en 2013 como Alvia. |
| Estrella Costa Vasca                 | Madrid         | Bilbao/Hendaya          | Alvia | Desde 1985. Suprimido el 21 de diciembre de 2007. La rama de Hendaya tuvo su circulación conjunta con el expreso a Moscú en 1990. Anteriormente, la rama de Bilbao circulaba en conjunto con la rama de Logroño, mientras que la rama de Hendaya circulaba junto con la rama de Pamplona (suprimida en 1994). |
| Estrella Costa Verde                 | Madrid         | Gijón                   | Alvia | Desde 1986. Suprimido el 21 de diciembre de 2007. Anteriormente hasta 1992 tuvo su rama a San Juan de Nieva. |
| Estrella Cantábrico                  | Madrid         | Santander               | Alvia | Desde 1985. Suprimido el 21 de diciembre de 2007, quedando solamente con las relaciones diurnas, actualmente con Alvia. |
| Estrella del Estrecho                | Madrid         | Algeciras               | Altaria | Desde 1987. Suprimido a finales del 2006 a favor del Altaria, y luego por Intercity. |
| Estrella Sol de Levante              | Alicante       | Bilbao/Irún             | - | Desde 1987. Circuló vía Teruel hasta 1992, vía Aranda de Duero hasta 1993 y vía Tarragona hasta su supresión. Suprimido en junio de 2006 como dicho tren, y en julio de 2006 con una circulación especial entre Bilbao y Valencia. |
| Estrella Naranco                     | Alicante       | Gijón                   | Alvia | Desde 1986. Suprimido en 1989 a favor del Talgo, a día de hoy también suprimido. Actualmente lo cubre el Alvia. |
| Estrella Puerta del Sol              | Madrid         | París                   | - | Desde 1985. Suprimido en 1996 a favor del Trenhotel, a día de hoy también suprimido. |
| Estrella Guadiana                    | Madrid         | Badajoz                 | Alvia | Circuló como Expreso hasta 1989, vía Algodor y Puertollano hasta 1988, vía Alcázar de San Juan y Puertollano hasta 1992 y vía Cáceres hasta su supresión. Suprimido en 1995 a favor del Talgo, a día de hoy también suprimido y por el Alvia. |
| Estrella Ciudad Condal               | Madrid         | Barcelona               | AVE | Desde 1985. Sustituido en 1993 por el Trenhotel Antonio Gaudí, a día de hoy también suprimido, y por el AVE. Curiosamente, entre diciembre de 2013 y el 7 de abril de 2015, el Estrella Costa Brava circulaba entre Madrid y Barcelona, pero por vía Reus y Tarragona en lugar de Manresa como lo hace el Ciudad Condal. |
| Estrella Costa Brava                 | Madrid         | Portbou                 | AVE | Desde 1984. En diciembre de 2013 dejó de circular entre Barcelona y Portbou. Suprimido el 7 de abril de 2015 a favor del AVE. |
| Estrella Costa de la Luz             | Madrid         | Cádiz/Huelva            | Alvia | Desde 1987. Suprimido en 1994, a favor del Talgo 200 o Altaria a día de hoy también suprimido. |
| Estrella Pirineos                    | Canfranc       | Madrid/Valencia         | - | Suprimido en 1990. A día de hoy existe un AVE Madrid-Huesca. |
| Estrella Costa Cálida                | Madrid         | Cartagena               | AVE + enlace Murcia-Cartagena | Desde 1989. Suprimido en 1994 a favor del Talgo, a día de hoy también suprimido, y por el AVE+enlace. |
| Estrella Mar Menor                   | Barcelona      | Cartagena               | Talgo | Desde 1989. Suprimido en 1999, quedando solamente con las relaciones diurnas. |
| Estrella Media Luna                  | Irún/Portbou   | Algeciras               | - | Desde 1989. Suprimido en 2001. La rama de Portbou fue suprimida en los 90. En los 80 y en los 90 poseía una rama a París. |
| Estrella Sol de Europa               | Santander      | Málaga                  | - | Desde 1989. Suprimido en 1993. |
| Estrella Costa del Sol               | Madrid         | Málaga                  | AVE | Desde 1984. Suprimido en 2000 a favor del Talgo 200, a día de hoy también suprimido y por el AVE en 2007. |
| Estrella Gibralfaro                  | Barcelona      | Cádiz/Málaga/Granada    | AVE y Alvia | Desde 1987. Suprimido en 2000 a favor del Trenhotel, a día de hoy también suprimido. La rama de Cádiz fue sustituida posteriormente en 2002 por el Trenhotel Antonio Machado. En algunas fechas, entre 1996 y 1999, la rama de Cádiz circulaba como Estrella Guadalquivir mientras que la rama de Granada circulaba alternativamente como Estrella Alhambra (retomando el nombre en 2009 para el Trenhotel, tras separarse de la rama de Málaga al circular por vías de alta velocidad hasta su supresión en junio de 2010). Entre 1991 y 1996 tuvo su rama a Sevilla. |
| Estrella Guadalquivir/Bahía de Cádiz | Barcelona      | Cádiz/Granada           | AVE y Alvia | Desde 1989. Suprimido en 1999 a favor del otro tren. El Trenhotel Antonio Machado entre 2002 y 2008, y el Intercity desde 2021, cubrían totalmente el recorrido entre Barcelona y Cádiz. La rama de Granada fue suprimida en 1996 a favor del Estrella Alhambra como tren de temporada hasta 1999, luego como Estrella Gibralfaro hasta 2000, y como Trenhotel entre 2000 y 1 de septiembre de 2015. Estos trenes cubrían totalmente el recorrido entre Barcelona y Granada.                                                                                           |
| Estrella Mediterráneo                | Barcelona      | Sevilla                 | Intercity | Desde 1986. Suprimido en 1991 a favor del Diurno, Arco, Alaris y Talgo, a día de hoy también suprimidos. Temporalmente, en 1998, formaba parte del Estrella Alhambra. El Trenhotel Antonio Machado (Barcelona-Cádiz) entre 2002 y 2008 cubría totalmente el recorrido. Actualmente lo hace el Intercity. Entre 1991 y 1996 formaba parte del Estrella Gibralfaro hasta su extensión a Cádiz el mismo año. |
| Estrella Atlántico                   | Madrid         | Ferrol                  | Alvia | Desde 1987. Sustituido en diciembre de 2008 por el Trenhotel, a día de hoy también suprimido. Actualmente lo cubre el Alvia. |
| Estrella Rías Altas                  | Madrid         | La Coruña               | Alvia | Desde 1986. Sustituido en 1999 por el Trenhotel, a día de hoy también suprimido. Actualmente lo cubre el Alvia que tiene su ruta Ferrol. |
| Estrella Rías Bajas                  | Madrid         | Vigo/Pontevedra         | Alvia | Desde 1986. Sustituido en 1999 por el Trenhotel, a día de hoy también suprimido. Actualmente lo cubre el Alvia. |
| Estrella Pío Baroja                  |                |                         | | |
| Barcelona                            | Zamora         | -                       | Desde 1994. Suprimido el 3 de diciembre de 2005. | |
| Barcelona                            | Bilbao/Hendaya | Alvia                   | Desde 1989. Suprimido en 2008 a favor del Talgo Miguel de Unamuno, que se suprimiría en 2009. Actualmente lo cubre el Alvia. | |
| Barcelona                            | Salamanca      | Alvia                   | Desde 1989. Sustituido en 2009 por el combinado AVE+Talgo, luego AVE+MD Barcelona-Zaragoza-Salamanca, Alvia+MD Barcelona-Valladolid-Salamanca y en 2019 el tren directo actual. Anteriormente hasta 1994, circulaba como Estrella Principado. | |
| Estrella Principado                  | Barcelona      | Gijón                   | - | Desde 1989. Sustituido en 2009 por el Trenhotel y posteriormente el Alvia, a día de hoy también suprimidos. Circulaba en conjunto con el Estrella Galicia hasta 1996, donde pasa a ser Estrella Pío Baroja al unirse las ramas de Bilbao, Irún, Hendaya, Salamanca y Zamora. |
| Estrella Galicia                     | Barcelona      | La Coruña/Vigo          | Alvia | Desde 1986. Sustituido el 26 de enero de 2009 por el Trenhotel, a día de hoy también suprimido. Temporalmente en 1999 y en 2000, circulaba un Estrella con el mismo recorrido, como tren de refuerzo y temporada. |
| Estrella Costa de Almería            | Madrid         | Almería                 | Talgo | Desde 1989. Suprimido el 9 de junio de 2001. En sus últimos años circulaba como Sierra Nevada en conjunto con la rama de Granada. |
| Estrella Alcazaba                    | Cádiz          | Almería                 | - | Desde 1989. Suprimido en 1998. Circulaba en conjunto con un Estrella de Barcelona entre Cádiz y Linares-Baeza, y luego con el Estrella Costa de Almería entre Linares y Almería. |
| Estrella Giralda                     | Madrid         | Sevilla                 | AVE | Suprimido en 1992 a favor de la inauguración del AVE. |
| Estrella Sierra Nevada               | Madrid         | Granada                 | AVE | Desde 1989. Suprimido el 9 de junio de 2001 a favor del Talgo vía Linares y Alcázar de San Juan, posteriormente en 2006 el Altaria y en 2019 el AVE actual. |
| Estrella Ribeira do Miño             | Madrid         | Vigo                    | | Suprimido en 1999. En sentido a Vigo, circulaba como Diurno, y en sentido a Madrid, circulaba como Estrella. |
| Estrella Costa Blanca                | Madrid         | Alicante                | AVE | Suprimido en 1992 a favor del Talgo, a día de hoy también suprimido. Actualmente lo cubren el AVE y el Avlo. |
| Estrella Lusitania                   | Madrid         | Lisboa                  | - | Desde 1986. Sustituido en 1995 por el Trenhotel, a día de hoy también suprimido. |
| Estrella Alhambra                    | Barcelona      | Sevilla/Granada/Almería | - | Desde 1996 como tren de temporada. Sustituido en 1999 por la rama de Granada del Estrella Gibralfaro y en el 2000 por el Trenhotel (2000-2009 como Gibralfaro, y 2009-2015 retomando el nombre) a día de hoy también suprimido. La rama de Almería fue suprimida directamente, quedando solamente con la relación diurna hasta 2011. En 1998, la rama de Sevilla fue incluida temporalmente. |
| Estrella                             | La Coruña/Vigo | Bilbao/Hendaya          | - | Suprimido en 1998 a favor del Diurno, y luego en 2008 por el Arco Camino de Santiago, a día de hoy también suprimido. |
| Estrella Costa del Azahar            | Madrid         | Valencia/Gandía         | AVE y Intercity | Suprimido a favor del Intercity y posteriormente el Alaris, este último a día de hoy también suprimido. Actualmente lo cubre el AVE. |